# Konrad Thole
Konrad Thole (* 14. September 1999) ist ein deutscher Volleyballspieler.

## Karriere
Thole, dessen Vater und Bruder Julius ebenfalls Volleyball spielen, begann seine Karriere beim Eimsbütteler TV. Außerdem wurde er beim VC Olympia Hamburg ausgebildet. 2017 nahm er mit den deutschen Junioren an der U19-Europameisterschaft teil. Im gleichen Jahr kam er zur SVG Lüneburg, wo er zunächst vor allem in der zweiten Mannschaft eingesetzt wurde und mit den Profis trainierte. Zur Saison 2018/19 rückte er dann fest in den Bundesliga-Kader auf.
Mit Ole Schwarmann und anderen Partnern nahm Thole an Nachwuchsmeisterschaften und kleineren Turnieren im Beachvolleyball teil. Er studierte an der Leuphana Universität Lüneburg.